# Vlag van Radio Kootwijk

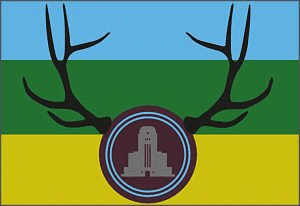
Dorpsvlag Radio Kootwijk

De vlag van Radio Kootwijk is de dorpsvlag van het Nederlandse dorp Radio Kootwijk.
De vlag bestaat uit drie horizontale banen van lichtblauw, groen en geel. Op de voorgrond is een hertengewei geplaatst met een bruine cirkel. Hierin is het grijze monumentale zendstation Radio Kootwijk afgebeeld.
Het winnende ontwerp van de nieuwe dorpsvlag is van Anoek van der Weijden. Deze vlag wordt beschikbaar gesteld aan ieder huishouden in Radio-Kootwijk.
Acquoy
· Beekbergen-Lieren
· Beemte Broekland
· Bemmel
· Bennekom
· Bredevoort
· Deil
· Doornenburg
· Ederveen
· Elden
· Emst
· Enspijk
· Epse
· Gameren
· Gellicum
· Groenlo
· Harskamp
· Herwijnen
· Heukelum
· Heveadorp
· Hoenderloo
· Kerkdriel
· Klarenbeek
· Kootwijkerbroek
· Laag-Keppel
· Lathum
· Leuvenum
· Loenen
· Loil
· Meteren
· Netterden
· Oosterhuizen
· Radio Kootwijk
· Rumpt
· Schaarsbergen
· Spijk
· Stroe
· Teuge
· Uddel
· Ugchelen
· Vaassen
· Vierhouten
· Voorthuizen
· Vredenburg/Kronenburg